# (2047) Smetana
(2047) Smetana est un astéroïde de la ceinture principale. 

## Description
(2047) Smetana est un astéroïde de la ceinture principale,, découvert à Bergedorf par Luboš Kohoutek le 26 octobre 1971.

## Nom
Il a été ainsi baptisé en hommage à Bedřich Smetana (1824-1884), compositeur tchèque.